# Marcellin Desboutin

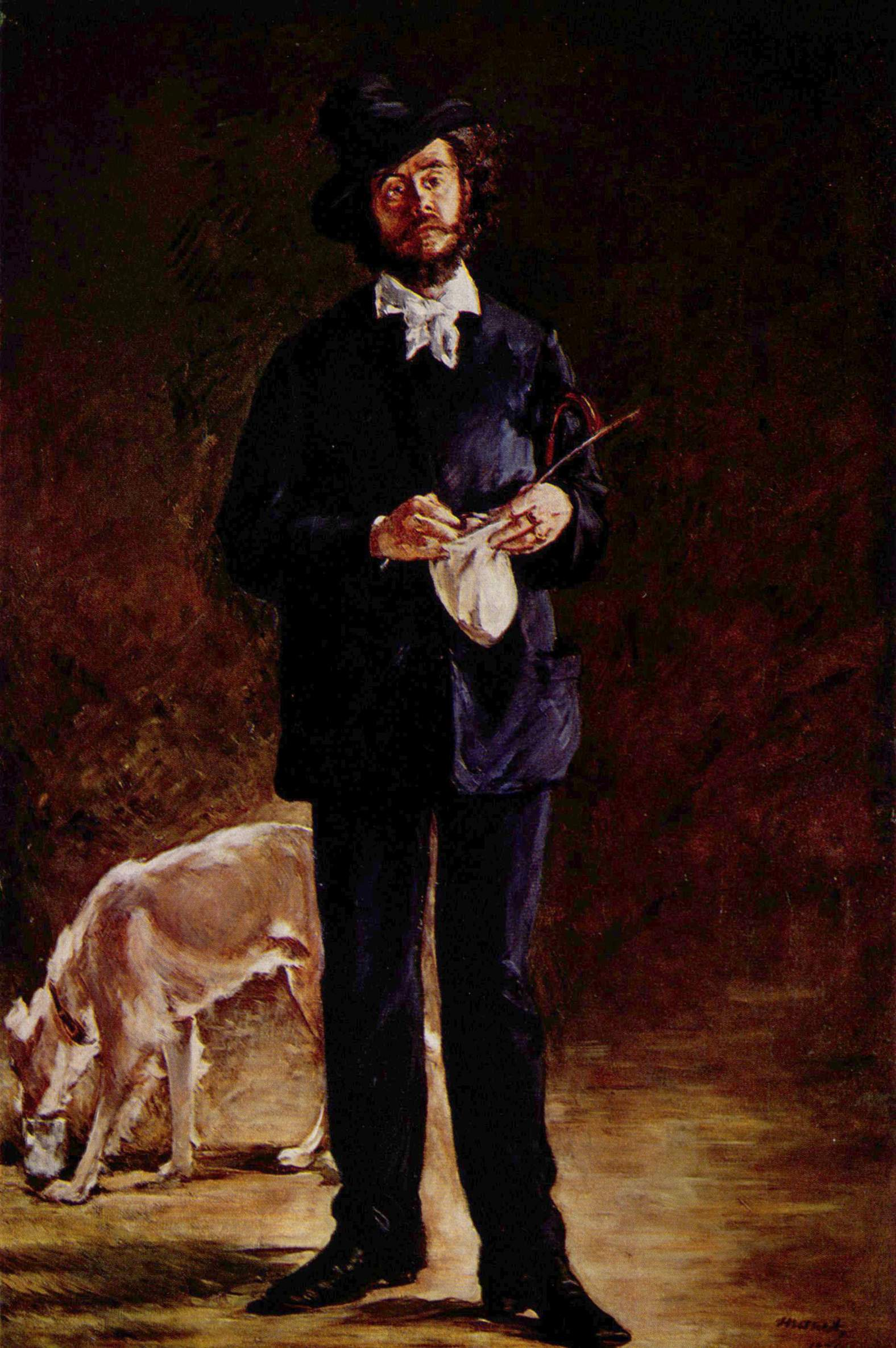
L'Artiste : Marcellin Desboutin
Retrato pintado por Édouard Manet (1875)

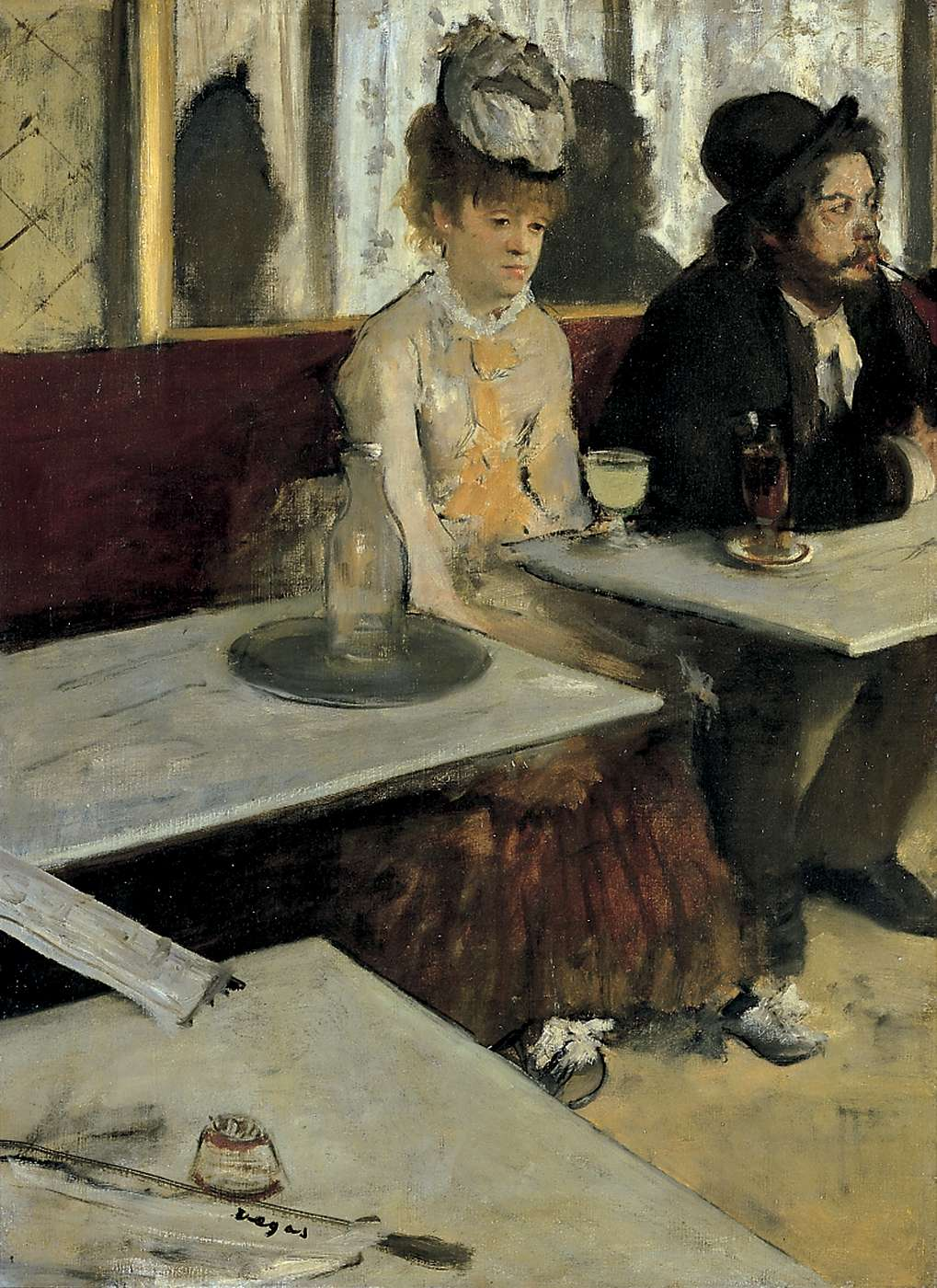
El ajenjo (L'Absinthe)
Marcellin Desboutin a lado de la actriz Ellen Andrée por Edgar Degas (1876)

Marcellin Gilbert Desboutin (Cérilly, 26 de agosto de 1823 – Niza, 18 de febrero de 1902) fue un pintor, grabador y escritor francés.

## Biografía
Marcellin Gilbert Desboutin nació en Cérilly (Allier) el 26 de agosto de 1823. Sus padres fueron: Barthélémy Desboutin, un guardaespaldas de Luis XVIII, y la baronesa Ana Sofía de Roquefort-Dalie Farges.
(Desboutin firmaba como Barón de Roquefort).
Estudió en el Colegio Stanislas de París y empezó a estudiar leyes cuando escribía obras dramáticas. 
En 1845 se unió al estudio del escultor Louis-Jules Etex en la Escuela Nacional Superior de Bellas Artes en Pari’s, y estudio entonces pintura por dos an~os bajo Thomas Couture. De ahí, el viajó a Britania, Bélgica, los Países Bajos e Italia.
En 1857 adquirió una gran propiedad cerca de Florencia , el Ombrellino, donde vivió una buena vida y se hizo amigo de Edgar Degas.
La guerra franco-prusiana de 1870-1871 interrumpió las funciones de "Maurice de Saxe" en el Teatro Francés, obra que había escrito en colaboración con Jules Amigues.
En 1873, a la edad de cincuenta, Desboutin se mudó a París donde él y Degas se juntaban frecuentemente, y también Édouard Manet estaba con ellos seguido, en el Café Guerbois y el café Nouvelle Athènes. Conoció a Émile Zola en la casa de Manet.
Estudió grabado y comenzó una serie de bosquejos a punta seca mientras mostraba sus pinturas en exhibiciones.

## Tres retratos

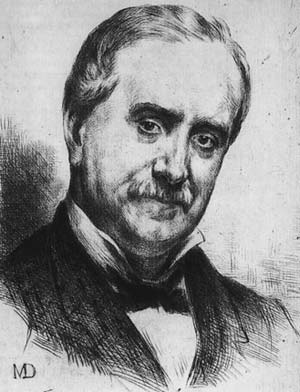
Paul Durand-Ruel (1882)
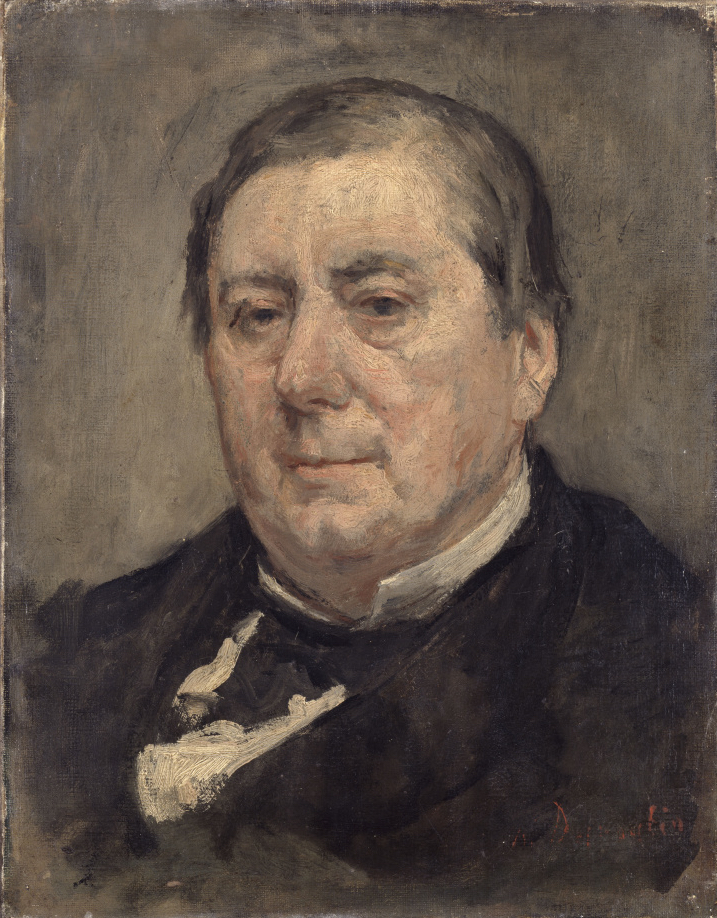
Eugène Labiche
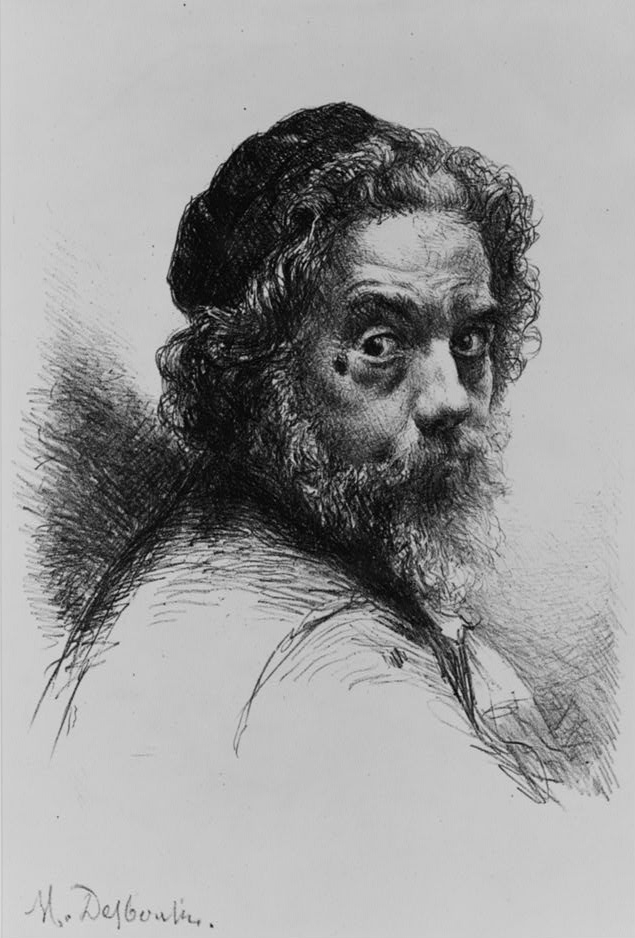
Autorretrato Litografía (1894)